# Лукман-хан
Лукман-хан (*д/н —1388) — хан східної частини держави Ільханів у 1353—1388 роках.

## Життєпис
Походив з роду Хасаридів. Син Тога-Темура. Про молоді роки нічого невідомо. У 1353 році після вбивства батька Лукман-хан закріпився в Мазандерані, а Астрабад захопили сербедари. З цього моменту тривала боротьба Лукман-хана з державою сербедарів в Хорасані.
Тривала війна з сусідами лише послабила Лукман-хана, володіння якого скоротилися до меж західного Хорасана. Протягом 1381—1382 років зазнав поразки від військ Тамерлана, зверхність якого визнав. 1386 року останній підкорив Астрабад і Мазендаран, Лукман-хан вже фактично не мав влади. У 1388 році після смерті Лукман-хана його володіння відійшли Тамерлану, який призначив намісником свого сина Пір-Мухаммеда.